# Parc Oméga
Le parc Oméga est un parc animalier (Parc de vision) qui se situe au sud ouest du Québec, dans la région de l'Outaouais, plus exactement, dans la ville de Montebello qui se trouve à environ 70 km de Gatineau et à environ 110 km de Montréal. C'est un parc qui permet de découvrir de nombreuses espèces d'animaux sauvages de la faune nord-américaine.

## Exposition
Le parc Oméga est un « immense enclos de 2 200 acres » (soit 728,43 hectares). La visite du parc s'effectue en voiture ou en voiturette sur un trajet d'une quinzaine de kilomètres en environ 1 h 30,. Une partie peut se parcourir à pied. Certains animaux appartiennent à la faune européenne (sanglier d'Europe par exemple).
En 2014, le propriétaire du Parc Oméga, le Français Olivier Favre, a remporté le prix Personnalité touristique 2014, Concours des Grands Prix du tourisme de l'Outaouais. En 2017, le parc a accueilli 320 000 visiteurs. Il est possible de parcourir en voiture un milieu complètement dédié à sept loups arctiques dans le Parc Oméga.

## Activités
- Observer et nourrir les animaux à travers le parcours en voiture[7].
- Passer la nuit dans un hébergement avec vue sur les loups[8].
- Marche au sentier des Premières Nations[9].
- Marche au sentier de la colonisation[9].
- Profiter du marché de Noël et de ses artisans (seulement l'hiver)[10].
- Visiter l'intérieur du bâtiment principal où résident grenouilles, salamandres, couleuvres et tortues[11].
- Passez la nuit dans l'un des 14 hébergements immersifs, entourés d'animaux sauvages tels que des daims, des cerfs de Virginie et des mouflons de Corse[12].
- Profiter du Carnaval hivernal durant les semaines de relâche québécoise et ontarienne[13].

## Aménagements

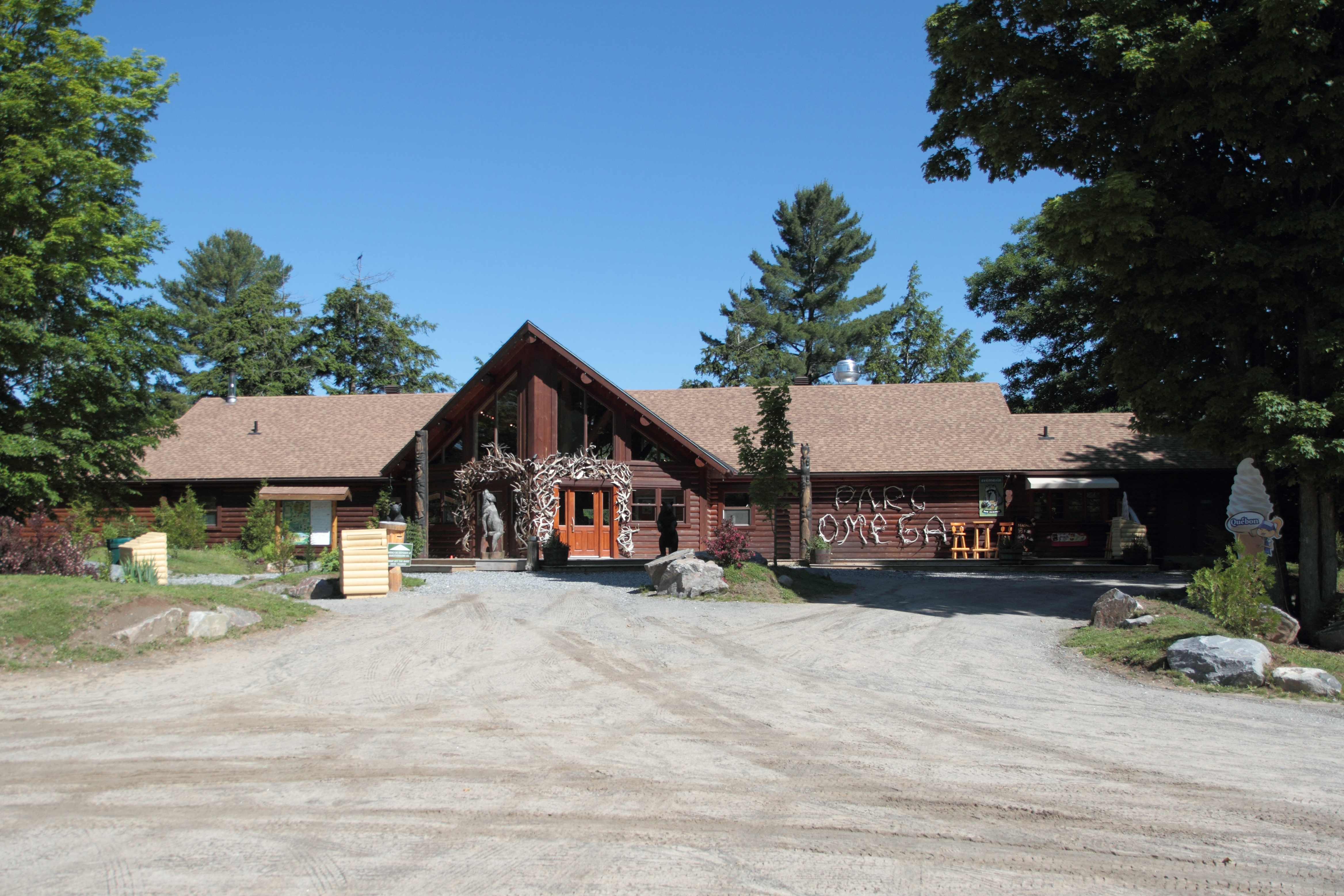
Pavillon de l'accueil au Parc Oméga.
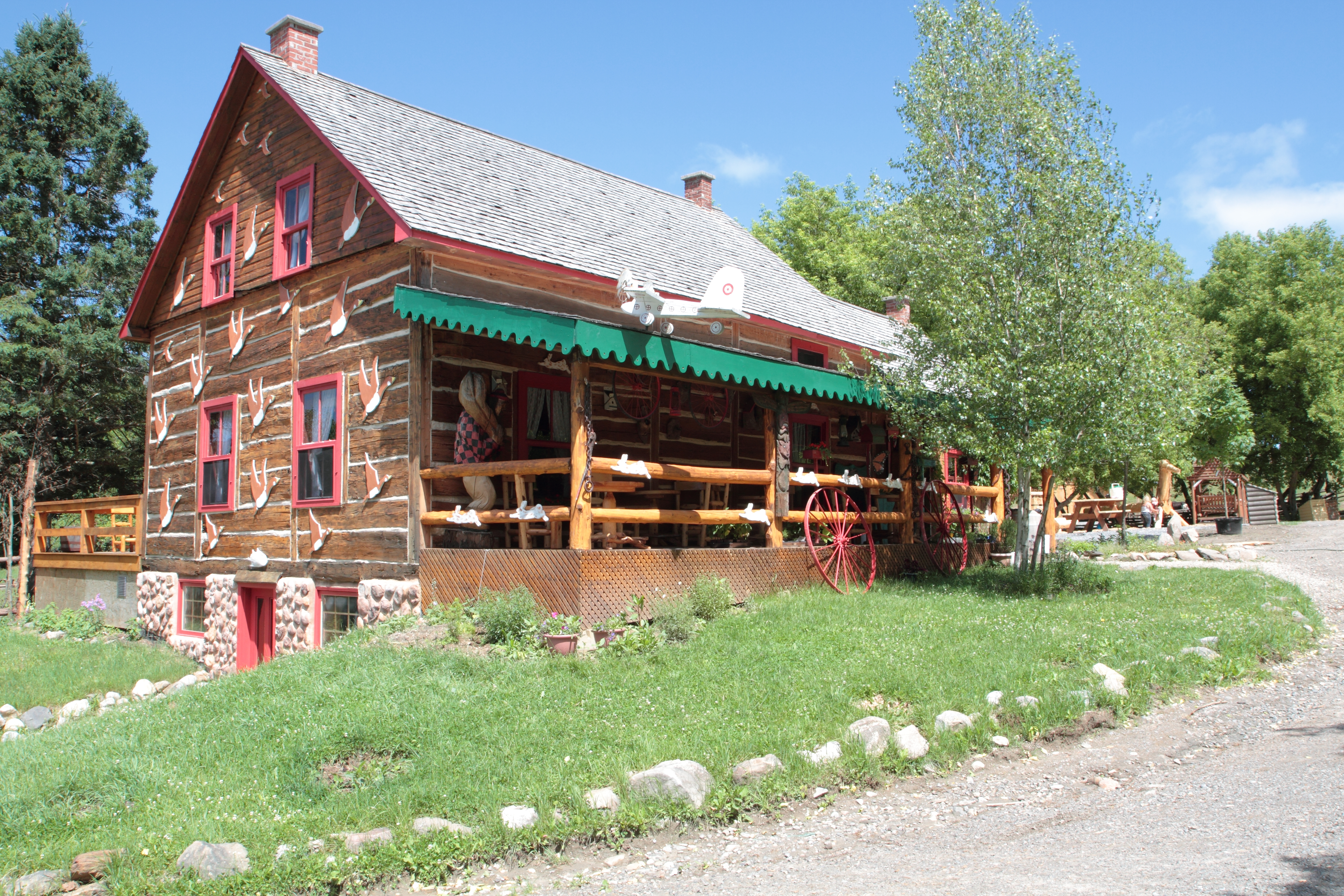
La vieille ferme.
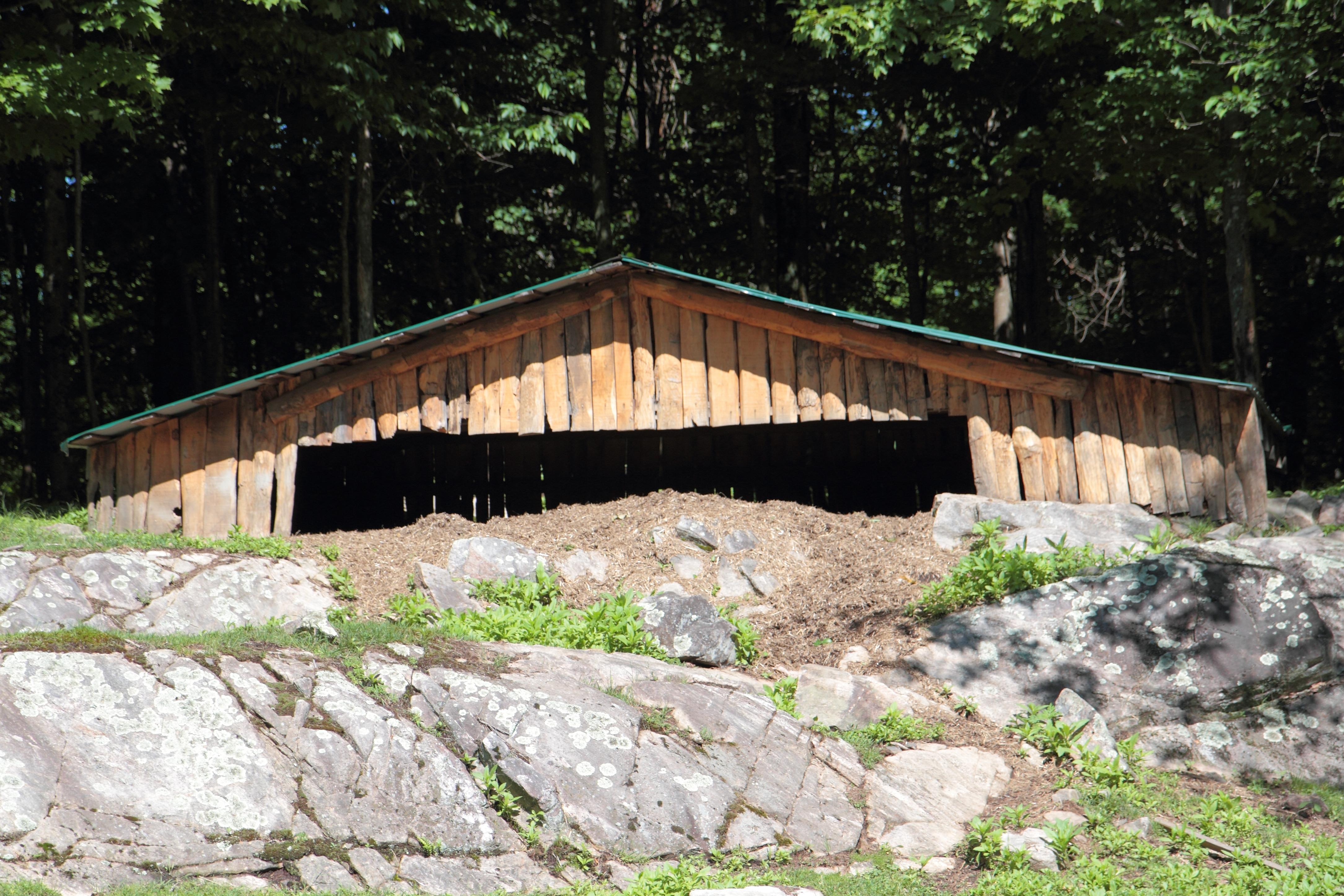
Abri des sangliers.
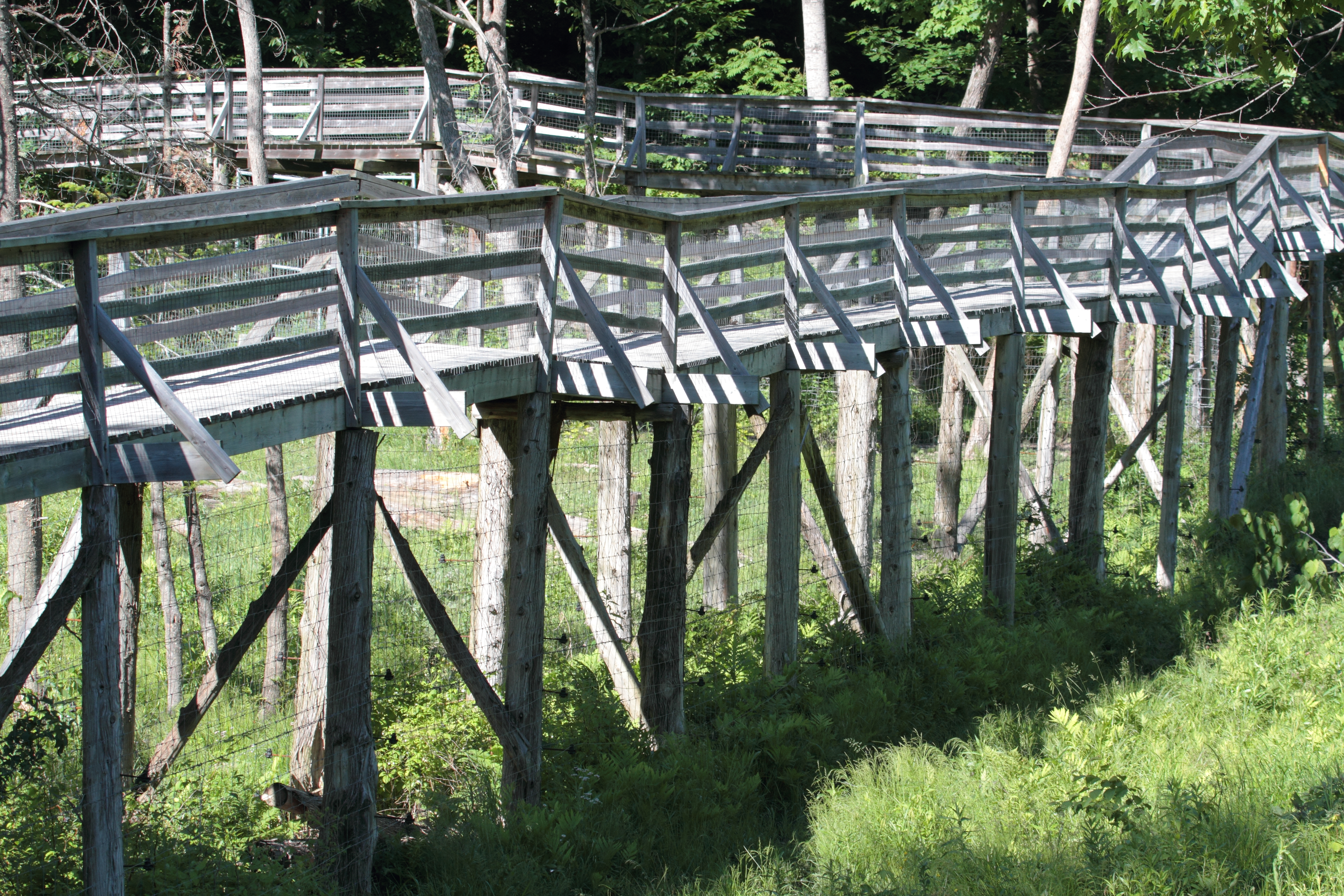
Passerelle.
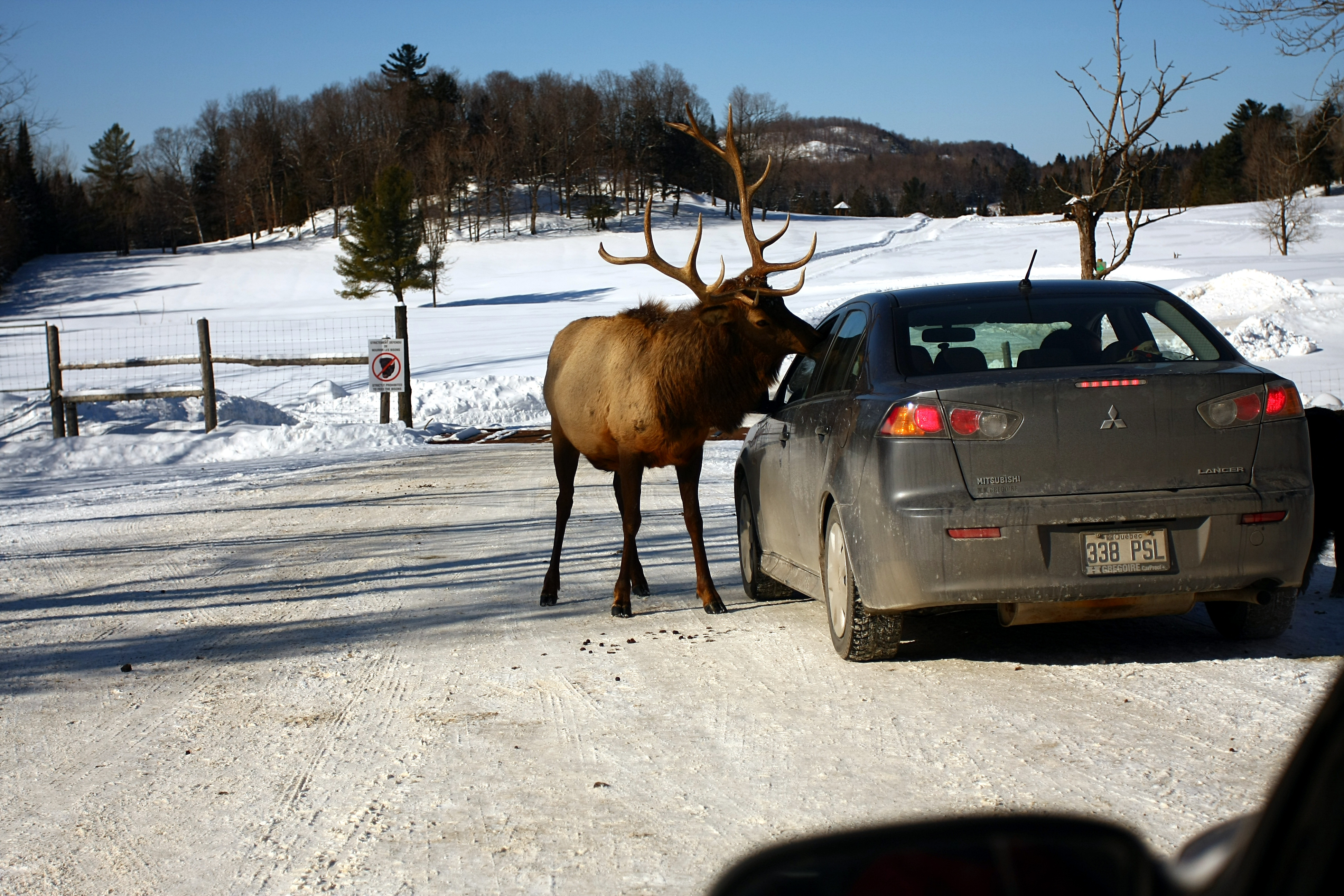
Nourrissage aux voitures.

## Espèces
Différents espaces permettent de contempler les animaux (15 espèces) dans leur écosystème particulier :
- Prairie : Wapiti, cerf élaphe (cerf rouge), cerf de Virginie, daim, coyote, renard roux, dindon sauvage, bison.
- Forêt : orignal, loup gris, ours noir, sanglier d'Europe, écureuil, raton-laveur.
- Montagne : bouquetin des Alpes, oiseaux de proie (aigle pygargue et grand-duc),
- Lac : castor, bernache du Canada, tortue peinte, canard, grand héron
- Région boréale : caribou, loup arctique, renard arctique, bœuf musqué

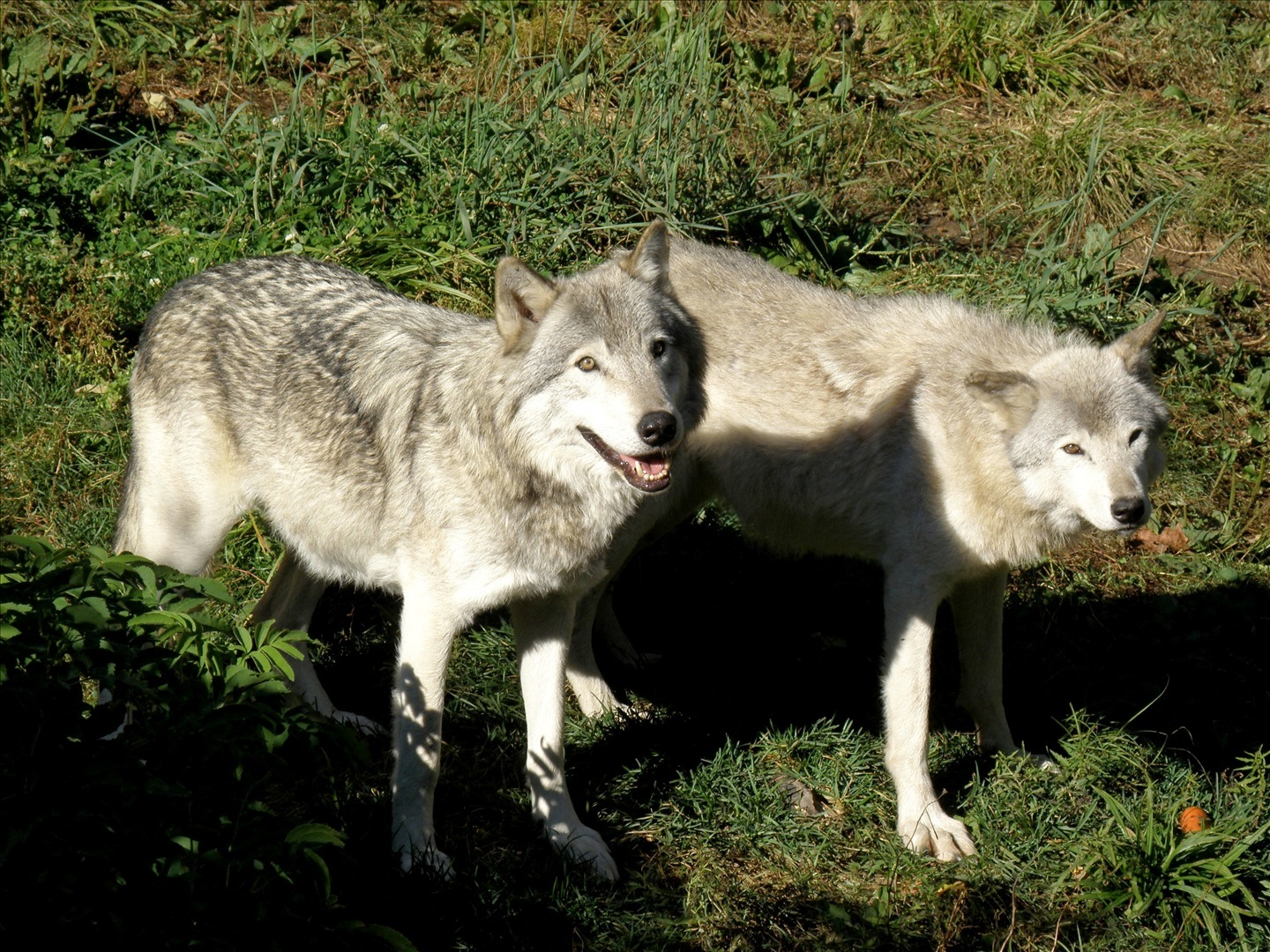
Loups gris.
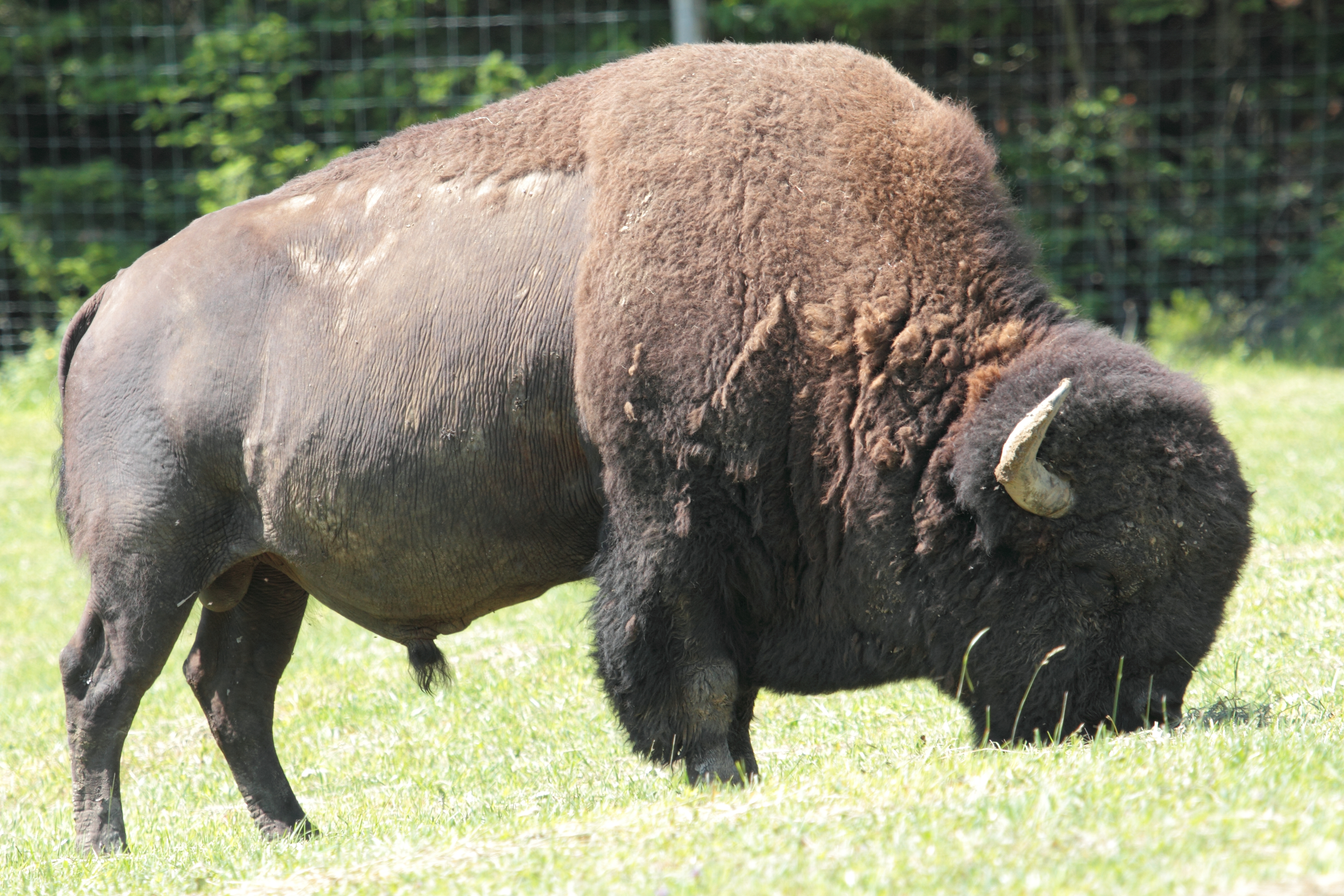
Bison.
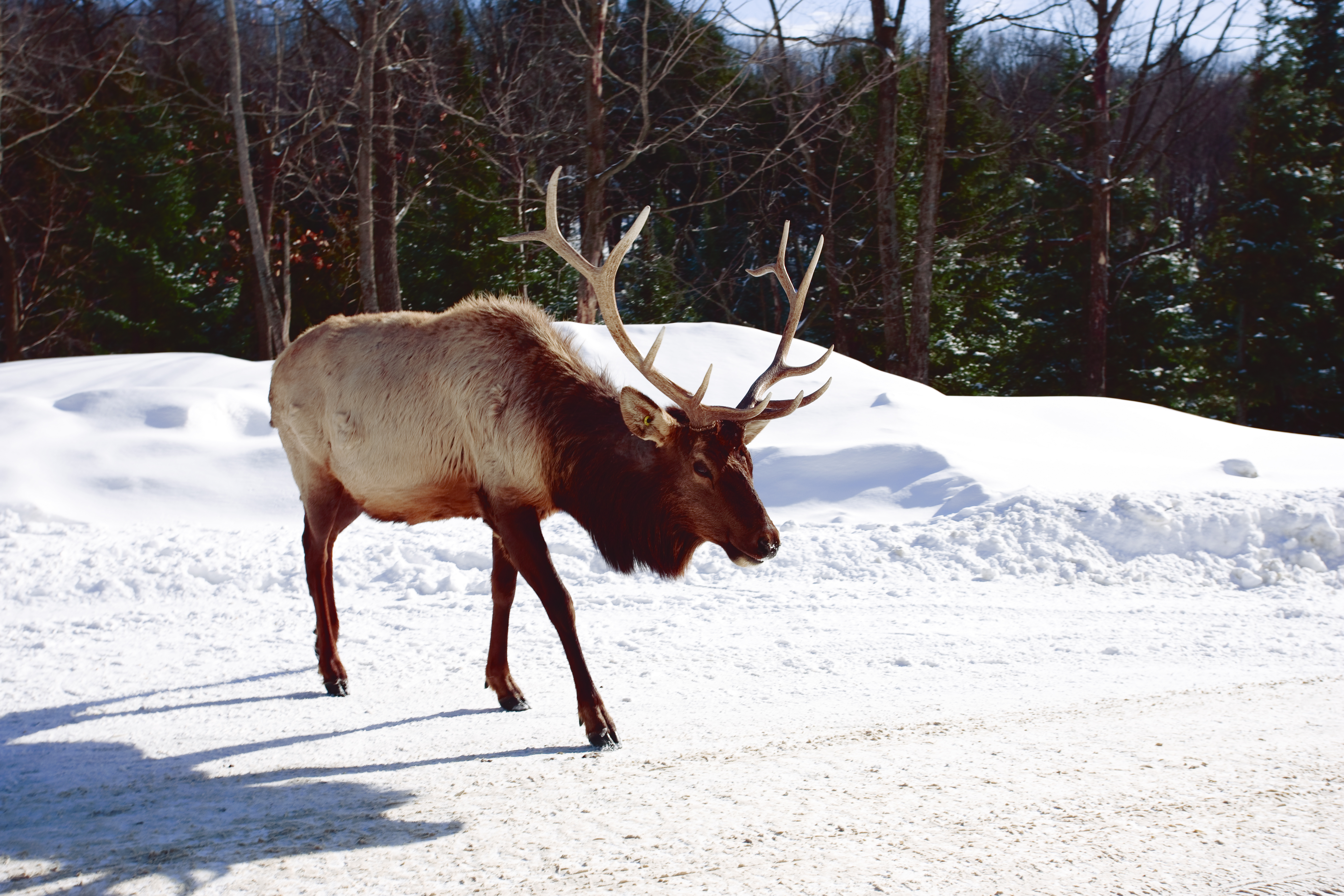
Wapiti.
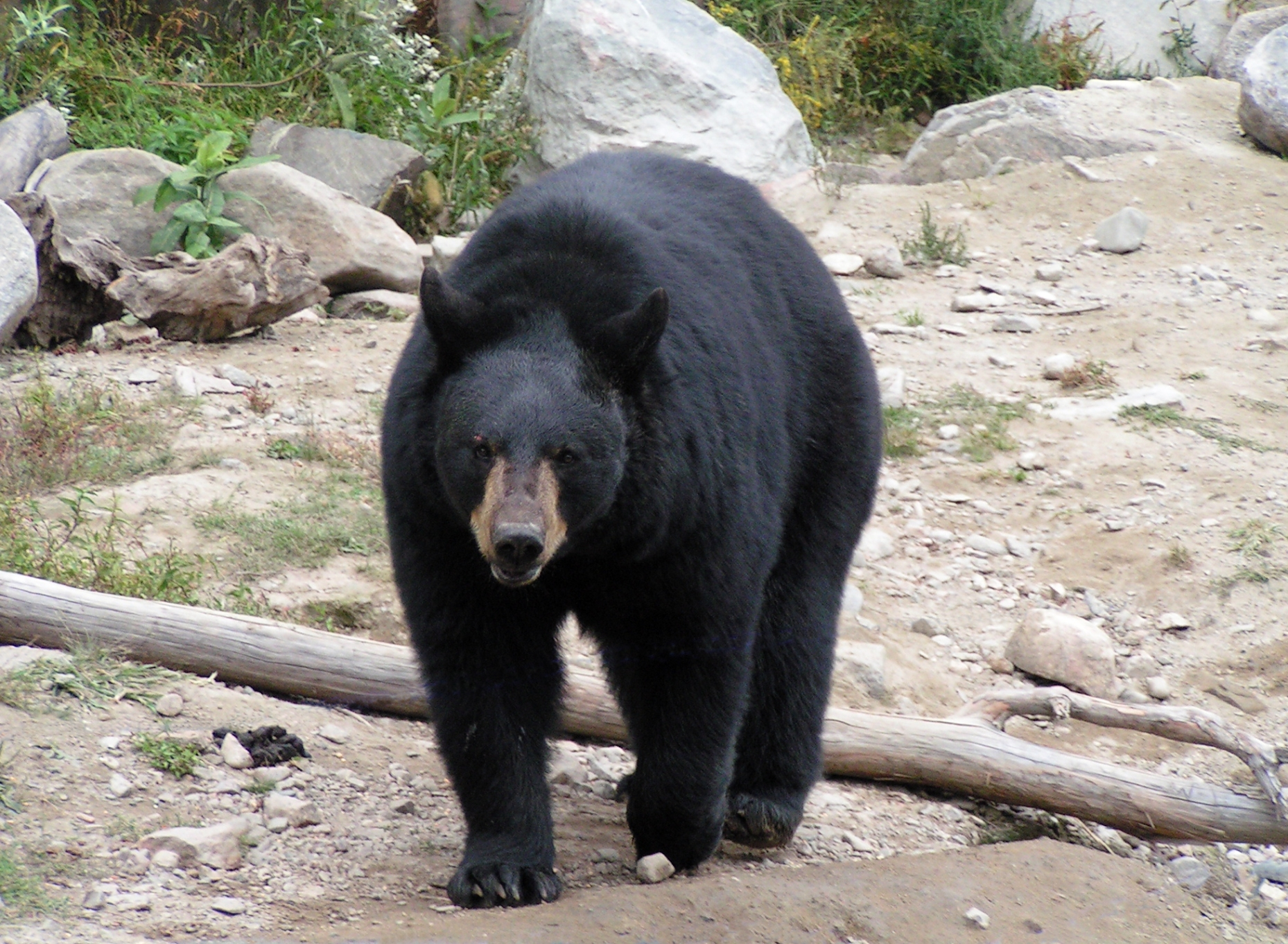
Ours noir.
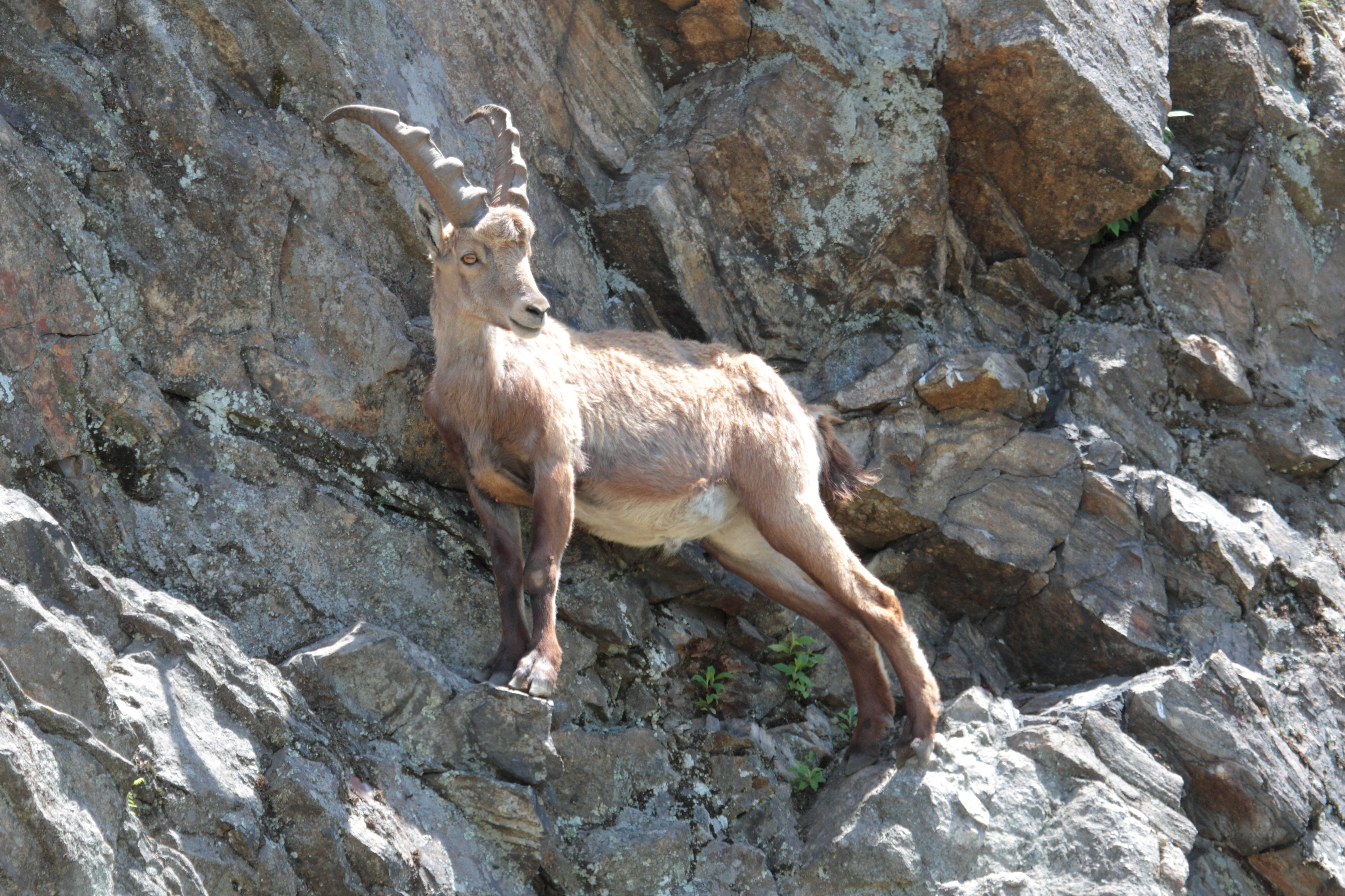
Bouquetin.
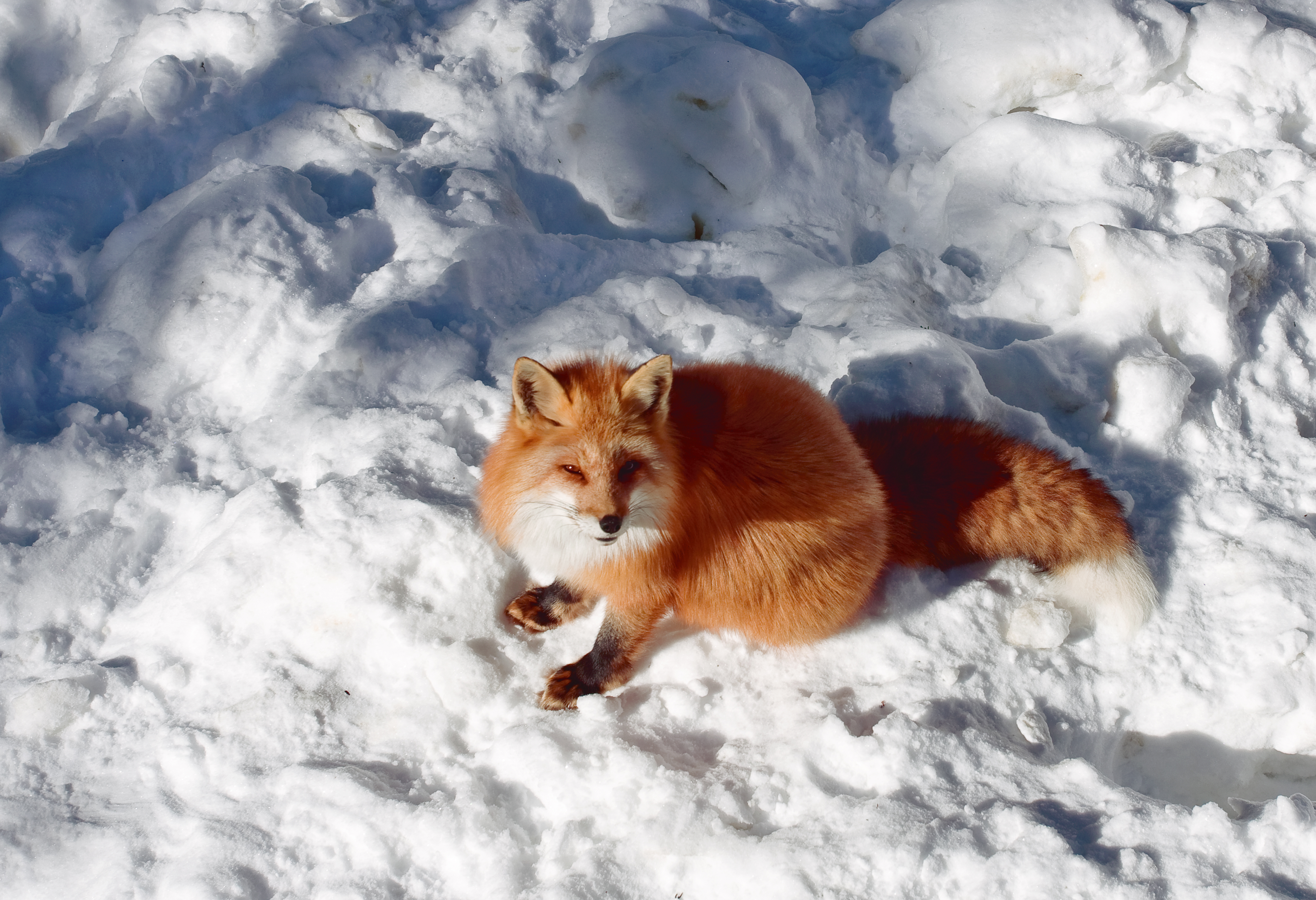
Renard roux.

## Projets
- Le Parc Oméga prend part à un projet de préservation de la pie-grièche migratrice, une espèce d'oiseaux en danger[15].